# Heinrich Jacob Aldenrath
Jakob Heinrich Aldenrath, né le 17 février 1775 à Lübeck et mort le 25 février 1844 à Hambourg, est un peintre de portraits, miniaturiste et lithographe.

## Biographie
Heinrich Jacob Aldenrath est né le 17 février 1775 à Lübeck.
Il est un élève de Johann Jacob Tischbein (en) et de Friedrich Carl Gröger, avec qui il a développé une amitié qui a duré jusqu'à la mort de Gröger en 1838. Ensemble, ils ont fréquenté les académies de Berlin, de Dresde et Paris. Après des périodes à Lübeck, Kiel, et Copenhague, finalement ils s'installent à Hambourg en 1814, et deviennent célèbres en tant que peintres de portraits. Heinrich Jacob Aldenrath est mort à Hambourg en 1844.

## Œuvre
Il est dit qu'il a peint le portrait du Roi de Danemark, pas moins de treize fois.
Ses lithographies incluent des portraits de Friedrich Karl Gröger, les poètes Klopstockhaus et Friedrich Leopold de Stolberg, Adolphe, Duc de Cambridge et son autoportrait.